# Nicippe (figlia di Tespio)
Nicippe (in greco antico: Νικίππη?, Nikíppê) è un personaggio della mitologia greca.

## Genealogia
Figlia di Tespio e Megamede ebbe da Eracle il figlio Antimaco.

## Mitologia
Il padre ebbe cinquanta figlie e le fece giacere con Ercole una per notte. Tutte rimasero incinta ed i loro figli furono chiamati i Tespiadi (Θεσπιάδες).